# Ctenichneumonops annulicornis
Ctenichneumonops annulicornis är en stekelart som först beskrevs av Gyöö Viktor Szépligeti 1908.  Ctenichneumonops annulicornis ingår i släktet Ctenichneumonops och familjen brokparasitsteklar. Utöver nominatformen finns också underarten C. a. rufifemur.